# ヴィクトール・オレコフ
ヴィクトール・オレコフ（露：Виктор Алексеевич Орехов　英：Viktor Alekseyevytch Orekhov, 1944年 - ）は、元KGB将校。政治亡命者。

## 略歴
ウクライナ出身。
ソビエト共産党に忠実な家庭に生まれる。キエフ工科大学への入学を考えていたが、兵役時代の評価により、KGBに採用される。反体制運動を弾圧するために創設された第五局に配属される。後にオレコフはKGBに採用されたことを「誇らしい気持ちで一坏でした。」と述べている。
職権で読むことを許された禁書の内、アレクサンドル・ソルジェニーツィンの『収容所群島』やジョージ・オーウェルの本などで、国家体制の矛盾に気づき、自分の仕事に精神的負担を感じたり、危険を冒してまで禁書を読む人々に、強い共感を覚える。その後、監視活動の報告書の改竄、反体制派への家宅捜索の予定のリーク、押収する書類の恣意的な選別など、極秘に反体制派市民に協力するようになる。
1973年、休暇とボリショイ・バレエ団の監視の為、日本に派遣される。ソ連の偽宣伝で言う「日本は資本主義の地獄であり、一部の金持ち以外は至る所に貧困が蔓延し、物不足は深刻」が嘘であり、実際は豊かで物が溢れていることを知る。一方、当時のソ連は共産主義の失敗により、物不足が深刻であり、商店では常に長蛇の列だった。
1978年8月15日にKGBに逮捕され、強制収容所に8年間、収容される。収容所から解放された後は、反体制派と共に活動し、講演などを行ったが、1995年、模造拳銃の所持により再び逮捕され、一年間、服役する。1997年、出所後にアメリカ大使館の関係者から、自身の暗殺計画があることを告げられ、直ちにアメリカに亡命する。
その後、アメリカ国民として生活を送るが、2009年、フランスのテレビ局が居場所と彼の正体をつかむ。局の取材に対し、反体制派を助けたことについて「後悔は全く無い、また必要に迫られたら躊躇うことなく同じことをする。」と述べた。その後、安全上の理由から再び姿を消した。